# Greg Eagles
Greg Eagles (28 de octubre de 1970) es famoso sobre todo como la voz de Puro Hueso en Las Sombrías Aventuras de Billy y Mandy de Cartoon Network. En algunas de sus apariciones, también se acredita como George Byrd, Gregg Eagles, y Greg Eales. 

## Biografía y Carrera
Greg Eagles es nativo de Milwaukee, Wisconsin. Ha forjado una carrera como actor tanto delante de las cámaras, así como en la voz. Ha actuado en varios papeles en televisión en series como The Shield y Las crónicas de Sarah Conner. También tuvo un papel recurrente como el "Hombre Tarantula" en la serie de Disney XD, Par de Reyes. También ha disfrutado de una prolífica carrera como actor de voz en series de Cartoon Network. También ha expresado numerosos videojuegos donde dio su voz al papel de Gray Fox, Metal Gear Solid, Grand Theft Auto, Saints Row, Scarface, Crash Bandicoot y más recientemente Mortal Kombat. Eagles también escribió y produjo el cortometraje Tetera animado por Nickelodeon que pronto espera convertirse en una serie.

## Filmografía
- El laboratorio de Dexter (1998)
- Invasion America (1998)
- Las chicas superpoderosas (1999)
- Batman del futuro (1999)
- Malo y Siniestro (2001-2003)
- Megas XLR (2003)
- The Shield (2007)
- Afro Samurai (2007)
- La gran aventura de Billy y Mandy contra el Coco (2007)
- Las sombrías aventuras de Billy y Mandy (2001-2008)
- Aku Aku (2005-presente)
- Las sombrías aventuras de Los chicos del barrio (2007)
- Billy y Mandy: La Ira de la Reina Araña (2007)
- Billy y Mandy: Puño de Acero (2009)
- Bleach (2007-2008)
- Oggy y las cucarachas (1998-2008)
- Las crónicas de Sarah Connor (2008)
- Afro Samurai: Resurrection (2009)
- Par de Reyes (2010)
- The Dark Knight Returns - Part 1 (2012)
- The Dark Knight Returns - Part 2 (2013)